# ヒルガーミッセン
ヒルガーミッセン (ドイツ語: Hilgermissen) は、ドイツ連邦共和国ニーダーザクセン州のニーンブルク/ヴェーザー郡に属す町村（以下、本項では便宜上「町」と記述する）で、ザムトゲマインデ・グラーフシャフト・ホーヤを構成する自治体の一つである。

## 地理
ヒルガーミッセンは多くの小集落が後半に点在する平らな地形の町である。

### 自治体の構成
- アイツェンドルフ
- ヒルガーミッセン
- マーゲルゼン
- メーリンゲン
- シーアホルツ/ヘーゼン
- ウッベンドルフ
- ヴェヒョルト
- ヴィーンベルゲン

## 行政

### 議会
ヒルガーミッセンの町議会は13議席からなる。

### 紋章
頂部は金地で中央に三角図形が並ぶ。その下の主部は青地で、下方の金の波帯の上に、向かい合って一部が重なって交差する配置で2頭の馬が描かれている。
頂部の3つの上向き三角図形は、ヒルガーミッセン町内の3つの教会を象徴している。金と黒の配色はホーヤ伯の紋章の色にちなんだものである。

## 文化と見所

### 建築
- アイツェンドルフの聖ゲオルク教会: コンラート・ヴィルヘルム・ハーゼ（1818年 - 1902年）の設計による。
- ヴェヒョルトの聖マリア教会

### 公共空間の芸術
シューレ・アム・ヴェーザーボーゲン（学校）の講堂にはシュヴェリンゲンの芸術家ゴットリープ・ポット・ドア（1905年 - 1978年）が1966年に制作した壁画がある。

### 自然
マーゲルゼン地区に属すアルヴェーゼンのアルヴェーザー湖。この湖はヴェーザー川から分岐した静水面で、大変に牧歌的な雰囲気の場所である。

## 人物

### ゆかりの人物
- カール・ヨハン・フィリップ・シュピッタ（1801年 - 1859年）ルター派神学者、詩人

## 引用
1. ↑  Landesamt für Statistik Niedersachsen, LSN-Online Regionaldatenbank, Tabelle A100001G: Fortschreibung des Bevölkerungsstandes, Stand 31. Dezember 2023